# Biblioteca Garrison
A Biblioteca  Garrison (em inglês:  Garrison Library) é uma biblioteca no território britânico ultramarino de Gibraltar, fundada em 1793 pelo capitão (posteriormente coronel) John Drinkwater Bethune. Tem cerca de 45 milhares de livros.
A biblioteca foi inaugurada oficialmente em 1804 pelo Duque de Kent. Em 1823 os honorários da biblioteca eram pagos pelos 150 proprietários da "Biblioteca Comercial". Cada proprietário tinha direito a pedir emprestado um livro grande ou três pequenos, ou um conjunto inteiro de novelas durante uma ou duas semanas. Em troca tinham que pagar uma anualidade.
A biblioteca é a sede principal e arquivo do Gibraltar Chronicle, o jornal que é considerado o segundo mais antigo em língua inglesa. Foi criada por e para oficiais da guarnição de Gibraltar, daí o nome. Foi mantida como entidade privada a cargo de um fideicomisso durante mais de 200 anos até setembro de 2011, quando foi transferida para o Governo de Gibraltar.
Supões-se que a dracena no jardim fronteiro da biblioteca datará da ocupação espanhola, quando a planta foi introduzida em Gibraltar por marinheiros que trouxeram sementes das Ilhas Canárias.